# Lavangen
Gmina Lavangen (norw. Lavangen kommune) – norweska gmina leżąca w regionie Troms. Jej siedzibą jest miasto Tennevoll.
Lavangen jest 275. norweską gminą pod względem powierzchni.

## Demografia
Według danych z roku 2005 gminę zamieszkuje 1029 osób. Gęstość zaludnienia wynosi 3,39 os./km². Pod względem zaludnienia Lavangen zajmuje 405. miejsce wśród norweskich gmin.
| ludność stan na 1 stycznia 2005 |         |           |       |
|                                 | kobiety | mężczyźni | razem |
| osób                            | 519     | 510       | 1029  |
| %                               | 50,44%  | 49,56%    | 100%  |

| wykształcenie stan na 1 października 2004 |        |         |        |        |
|                                           | podst. | średnie | wyższe | niezn. |
| osób                                      | 236    | 457     | 145    | 9      |
| %                                         | 27,86% | 53,96%  | 17,12% | 1,06%  |

## Edukacja
Według danych z 1 października 2004:
- liczba szkół podstawowych (norw. grunnskolar): 1
- liczba uczniów szkół podst.: 136

## Władze gminy
Według danych na rok 2011 administratorem gminy (norw. rådmann) jest Erling Hansen, natomiast burmistrzem (norw. ordfører, d. borgermester) jest Viktor M. Andberg.